# 新三俣駅
新三俣駅（しんみつまたえき）は、静岡県小笠郡大浜町（現在は掛川市）に存在した静岡鉄道駿遠線の駅である。

## 当時の様子
中遠鉄道時代は終着駅であった。駅構内には転車台があり、乗務員の宿泊所が設けられていた。
この先、千浜・浜岡町へは砂丘地帯を走る。

## 現在の様子
掛川市大東支所（旧・大東町役場）から北約100m程、三俣鹿嶋神社の西方に駅名標のモニュメントが設置されている。
現在、駅跡周辺は住宅地になっており、当時の面影はない。

## 歴史
- 1927年（昭和2年）4月1日 - 南大坂 - 当駅間の開業に際し、中遠鉄道の駅として開業。当初は終着駅であった。
- 1943年（昭和18年）5月15日 - 戦時統合により、静岡鉄道中遠線の駅となる。
- 1948年（昭和23年）1月20日 - 当駅 - 池新田（のちの浜岡町）間の開業により途中駅となる。
- 1948年（昭和23年）9月8日 - 静岡鉄道駿遠線の駅となる。
- 1964年（昭和39年）9月27日 - 当駅 - 堀野新田間の廃止により、再び終着駅となる。
- 1967年（昭和42年）8月28日 - 新袋井 - 当駅間の廃止により廃駅。

## 隣の駅
静岡鉄道駿遠線
西千浜駅 - 新三俣駅 - 南大坂駅